# Kašice
Kašice (cyr. Кашице) – wieś w Serbii, w okręgu zlatiborskim, w gminie Prijepolje. W 2011 roku liczyła 71 mieszkańców.